# Parafia Trójcy Świętej w Włodzieninie
Parafia pw. Trójcy Świętej w Włodzieninie – parafia rzymskokatolicka znajdująca się w Włodzieninie. Należy do Dekanatu Branice diecezji opolskiej. 
Od 2018 proboszczem parafii jest ks. Jarosław Karpa.

## Historia
Po raz pierwszy wzmiankowana w 1470 i należała pierwotnie do diecezji ołomunieckiej. Po 1742 została odcięta od diecezjalnego Ołomuńca znajdując się na terenie tzw. dystryktu kietrzańskiego. W 1863 liczyła 2159 katolików i 9 niekatolików, niemieckojęzycznych. Od końca II wojny światowej w granicach Polski. W diecezji opolskiej od 1972.